# Hjálmar Jónsson
Hjálmar Jónsson (Egilsstaðir, 26 luglio 1980) è un allenatore di calcio ed ex calciatore islandese, di ruolo difensore.

## Carriera
Ha trascorso gran parte della sua carriera in Svezia all'IFK Göteborg, con cui ha giocato, tra il 2002 e il 2016, un totale di 429 partite ufficiali di cui 254 partite di campionato.
Nel dicembre 2016 è diventato allenatore della squadra Under-19 del club.

## Palmarès

### Giocatore

#### Competizioni nazionali
- Campionato svedese: 1

IFK Göteborg: 2007
- Coppa di Svezia: 3

IFK Göteborg: 2008, 2012-2013, 2014-2015
- Supercoppa di Svezia: 1

IFK Göteborg: 2008